# Columbus Blue Jackets
A Columbus Blue Jackets az Ohio állambeli Columbus város profi jégkorongcsapata, mely a National Hockey League nyugati főcsoportjában játszik a központi divízióban. Hazai mérkőzéseiket a Nationwide Arénában bonyolítják le. 9 évvel a megalakulásukat követően, 2009-ben először léphettek jégre az NHL rájátszásában.

## A csapat és a játékosok által elnyert trófeák
Maurice 'Rocket' Richard-trófea
- Rick Nash: 2004

Calder-emlékkupa
- Steve Mason: 2009

NHL Foundation Player Award
- Rick Nash: 2009

Vezina-trófea
- Szergej Andrejevics Bobrovszkij: 2013

## Klubrekordok
Pályafutási rekordok (csak a Blue Jackets-szal)
- Legtöbb gól: 259, Rick Nash
- Legtöbb gólpassz: 229, Rick Nash
- Legtöbb pont: 488, Rick Nash

Szezonrekordok
- Legtöbb gól: 41, Rick Nash (2003–2004)
- Legtöbb gólpassz: 52, Ray Whitney (2002–2003)
- Legtöbb pont: 79, Rick Nash (2008–2009)
- Legtöbb pont (hátvéd): 45, Jaroslav Špáček (2002–2003)
- Legtöbb pont (újonc): 39, Rick Nash (2002–2003)
- Legtöbb kiállitásperc: 249, Jody Shelley (2002–2003)

Kapusrekordok - szezon
- Legtöbb shutout: 10, Steve Mason (2008–2009)
- Legtöbb győzelem: 31, Steve Mason (2008–2009)

## Jelenlegi keret
2012 február 10

### Csatárok
- 40  Jared Boll
- 16  Derick Brassard
- 7  Jeff Carter
- 15  Derek Dorsett (A)
- 9  Colton Gillies
- 20  Kristian Huselius
- 19  Ryan Johansen
- 17  Mark Letestu
- 24  Derek MacKenzie
- 61  Rick Nash (C)
- 26  Samuel Påhlsson
- 22  Václav Prospal (A)
- 25  Ryan Russell
- 18  RJ Umberger (A)
- 50  Antoine Vermette (A)

### Hátvédek
- 14  Grant Clitsome
- 5  Aaron Johnson
- 23  Brett Lebda
- 2  Radek Martínek
- 3  Marc Methot
- 4  John Moore
- 6  Nyikita Alekszandrovics Nyikityin
- 58  David Savard
- 51  Fjodor Anatoljevics Tyutyin
- 21  James Wisniewski (A)

### Kapusok
- 1  Steve Mason
- 30  Curtis Sanford

## Visszavonultatott mezszámok
- Rick Nash (2022. március 5.)[2]